# Pessário

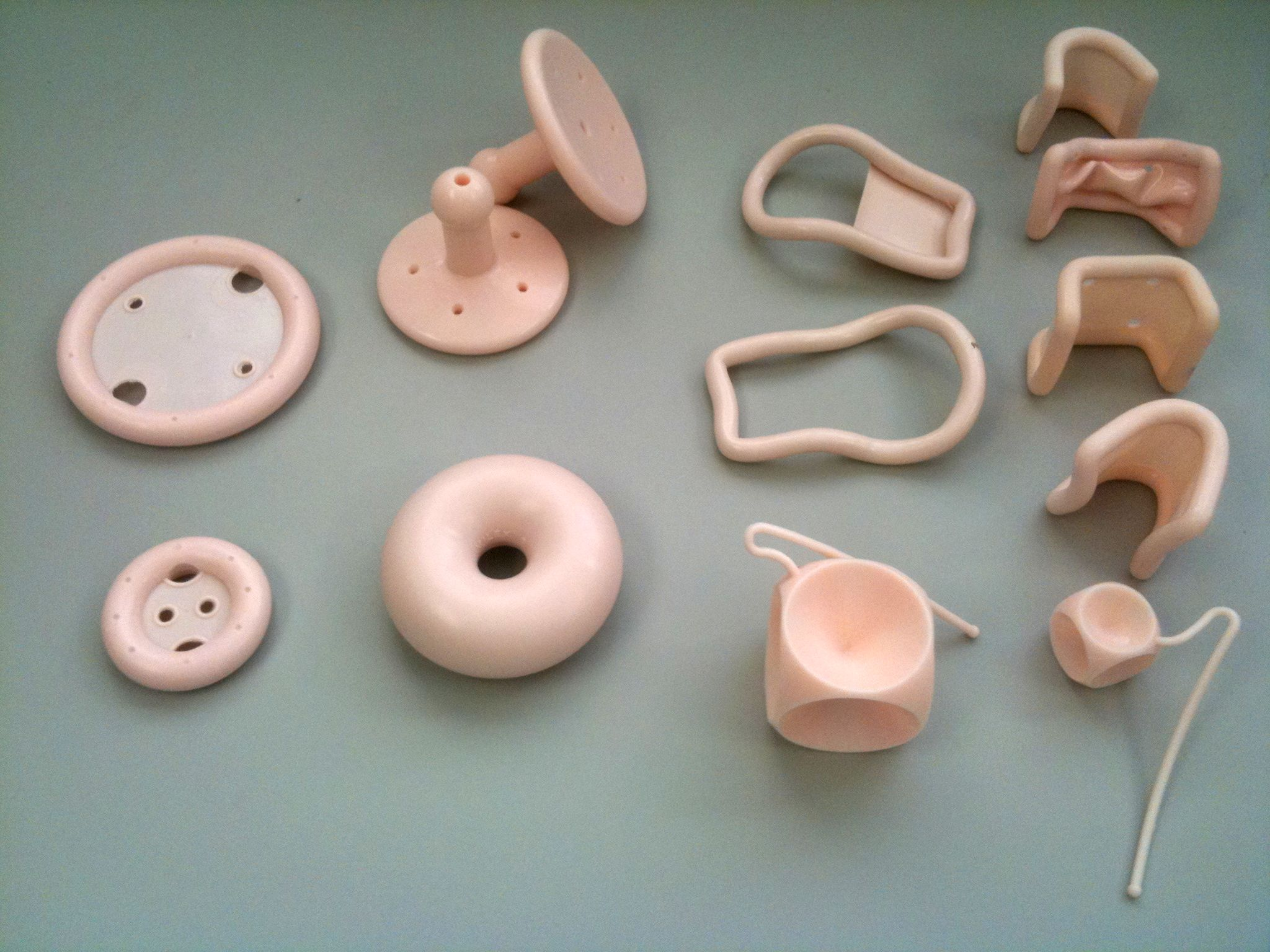
Uma variedade de pessários.

Um pessário é um dispositivo médico inserido na vagina, quer para proporcionar suporte estrutural, quer como método de administração de medicamentos. Há alguns tipos de pessários, entre os quais:
- Um pessário terapêutico é um dispositivo médico semelhante ao anel externo de um diafragma. Os pessários terapêuticos são usados para apoiar o útero, a vagina, a bexiga ou o reto. Pessários são uma opção de tratamento para o prolapso do órgão pélvico.[3]
- Um pessário farmacêutico é usado como um meio muito eficaz de entrega de substâncias farmacêuticas facilmente absorvidas através da pele da vagina ou destinadas a ter ação na região, por exemplo contra inflamação ou infecção.[4]
- Um pessário oclusivo geralmente é usado em combinação com espermicida como contraceptivo.[5]